# Cam'ron
Cameron Ezike Giles (Harlem, New York, SAD, 4. veljače 1976.), bolje poznat po svom umjetničkom imenu Cam'ron američki je reper i glumac. Cam'ron je osnivač hip hop sastava The Diplomats (poznati i kao Dipset) i U.N. (Us Now).

## Životopis

### Raniji život
Cameron Ezike Giles je rođen 4. veljače 1976. godine u Harlemu, New Yorku. Pohađao je srednju školu Manhattan Center gdje je upoznao Masea i Jima Jonesa. Bio je obećavajući košarkaš uz Masea, ali nije bio u stanju iskoristiti stipendije jer je imao loše ocjene. Kasnije je pohađao fakultet u Teksasu koji nije uspio završiti. Vratio se u Harlem gdje je započeo svoju karijeru. Karijeru je započeo sredinom 1990-ih, te je zajedno s Bloodshedom, Big L-om i Maseom osnovao grupu Children of the Corn. Kad je Cam'ronov rođak Bloodshed poginuo 1997. godine u prometnoj nesreći, sastav se razišao.

## Diskografija
- Confessions of Fire (1998.)
- S.D.E. (2000.)
- Come Home with Me (2002.)
- Purple Haze (2004.)
- Killa Season (2006.)
- Crime Pays (2009.)
- Killa Season 2 (2011.)[1]

## Filmografija
- Paper Soldiers (2002.)
- Paid in Full (2002.)
- State Property 2 (2005.)
- Killa Season (2006.)
- Cousin Bang (2011.)
- Killa Season Pt. 2 (TBA)[2]

## Vanjske poveznice
- Cam'ron na Internet Movie Databaseu